# Río Eyrieux
El río Eyrieux (en occitano: Airiu) es un río de Francia. Nace en los Cévennes, en el lago de Devesset, y desemboca en el Ródano tras un curso de 81 kilómetros por el departamento de Ardèche. Su cuenca abarca 865 km². Tiene una larga historia de riadas, la mayor de ellas en 1857.